# Giuseppe Guzzardi

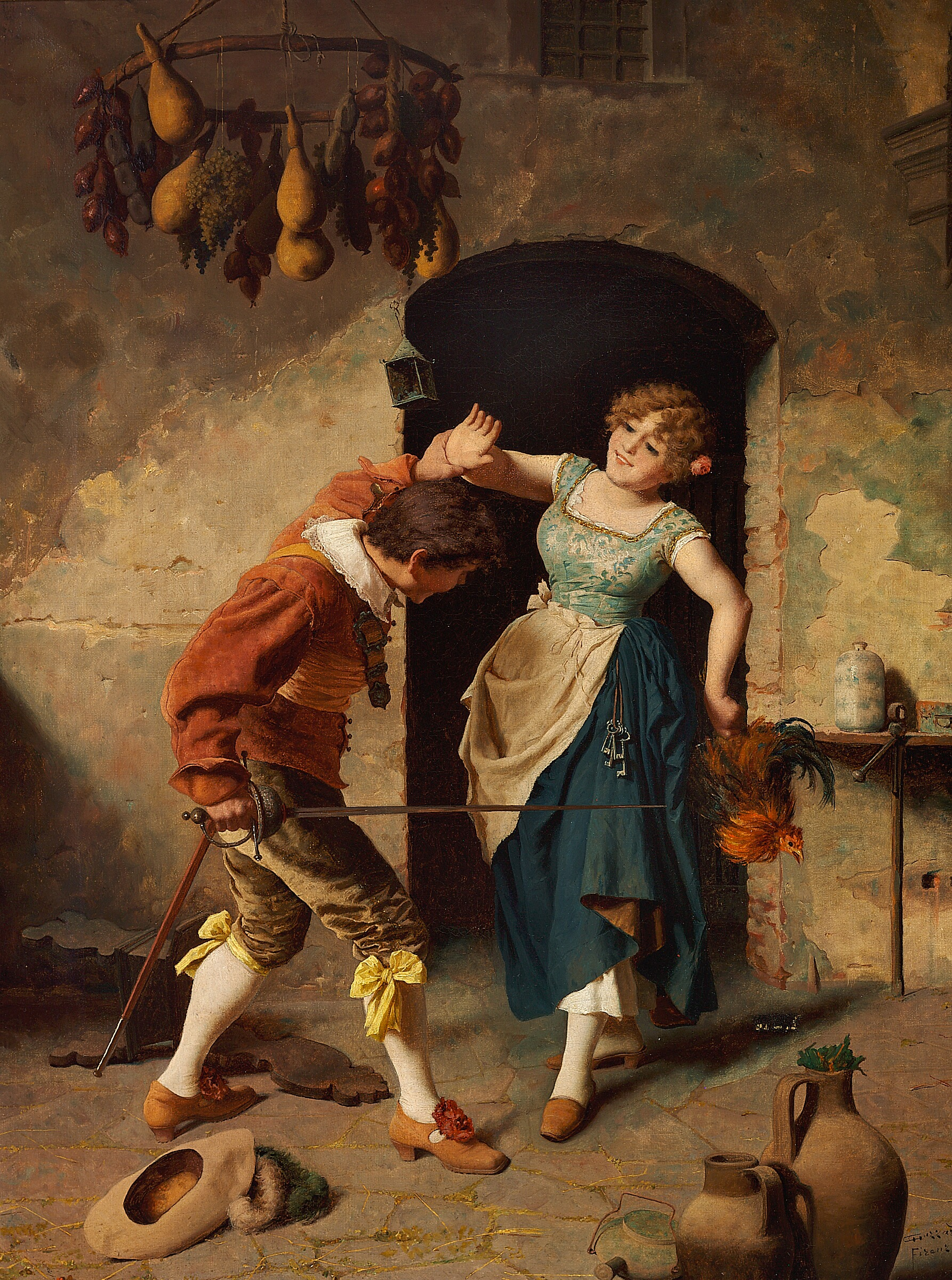
Intérieur de cuisine avec jeune couple jouant.

Giuseppe Guzzardi, né le 8 septembre 1845  à Adernò, aujourd'hui Adrano et mort le 14 septembre 1914 à Florence, est un peintre italien.

## Biographie
Né le 8 septembre 1845 à Adernò, aujourd'hui Adrano, Giuseppe Guzzardi est le fils de Francesco et Giuseppa Maria Piccione.
Élève de l'Académie des Beaux Arts de Florence, il commence à exposer vers 1875. Il devient professeur à l'Académie.
La Vierge au Golgotha (1875), conservée dans la cathédrale d'Aderno, est l'une de ses premières œuvres. Son Idylle champêtre a un si grand succès qu'il doit en faire quatorze copies, dont l'une se trouve à Melbourne. Une Scène du XVIIe siècle et une Cavalcade, qu'il peint ensuite, sont en Amérique, d'autres tableaux à Bucarest, à Londres et à Liverpool. La Lutte inégale est, en 1883, acquise par le prince Amédée. Du voyage qu'il avait fait en 1877 dans sa patrie, il rapporte quelques scènes siciliennes.
Giuseppe Guzzardi meurt le 14 septembre 1914 à Florence.